# Pratt-Read TG-32
Le Pratt-Read TG-32 était un planeur militaire d'entraînement américain des années 1940, conçu et produit par la Gould Aeronautical Division du fabricant de pianos Pratt, Read & Company de Deep River, Connecticut, pour l'United States Navy.
Le planeur de Pratt-Read était un monoplan à fuselage en tubes d'acier et ailes en bois recouverts de toile. La forme « polywog » unique fut la suggestion de l'aérodynamicien Charles Townsend Ludington, ancien propriétaire de la Ludington Line.

## Conception et développement
Le Pratt-Read PR-G1 fut initialement conçu comme un effort anticipé pour répondre à un besoin potentiel de programme d'entraînement au pilotage américain. La conception de ce planeur fut perçue comme une bonne idée par Charles Townsend Ludington et Roger Griswold II, lorsque James A. Gould, président de Pratt, Read & Company leur demanda ce qui pourrait être fait par la compagnie pour contribuer à un effort de guerre qui était sur le point de devenir évident.
Le planeur civil biplace côte-à-côte portant le numéro de registre civil NX41802 fut construit avec comme objectif l'United States Army, et non l'United States Navy. L'exemplaire achevé fut présenté devant des représentants de l'Army et de la Navy, mais l'Army avait déjà passé plusieurs contrats avec d'autres fabricants de planeurs d'entraînement. La Marine était par contre intéressée par le planeur biplace Schweizer pour en faire un appareil d'entraînement, mais elle était au courant que l'Army avait déjà un contrat avec le constructeur, et elle sentit que cela allait causer des retards dans la production pour ses unités. Elle acheta alors le NX41802 et lui donna la désignation XLNE-1, avec le numéro de série 31505. Il fut testé et évalué de manière intensive à la Naval Aircraft Factory, à Philadelphie, où il accomplit avec succès ses tests de réception. Un contrat de production pour 100 planeurs LNE-1 fut signé, prévoyant leur utilisation pour les pilotes de planeurs de l'United States Marine Corps (USMC) pour la campagne du Pacifique (tous les pilotes de l'USMC étaient des pilotes de l'aviation navale qualifiés).

## Histoire opérationnelle
Le premier de ces planeurs de production, portant le numéro de série 31506, reçut également la désignation XLNE-1, et de ce fait deux planeurs d'entraînement eurent la même désignation, ce qui ne manqua pas de déboussoler les chercheurs et les historiens. Cet exemplaire eut lui aussi à passer les évaluations par la Marine américaine. Le NX41802, portant le numéro de série de la United States Navy « 31505 », fut renvoyé à Pratt-Read où il subit des tests destructifs et... fut détruit. Lorsque la Marine commença à se poser des questions à propos de l'efficacité réelle d'un assaut de planeurs dans le théâtre du Pacifique, la commande initiale de 100 planeurs fut modifiée et ramenée à 75 exemplaires. Le court programme de planeurs de la marine américaine fut en fait annulé avant qu'un seul LNE-1 ne puisse être livré aux unités.
Lorsque la décision fut prise de ne pas utiliser les planeurs dans la campagne du Pacifique, 73 des appareils de la Navy furent transférés à l'United States Army Air Forces (USAAF), en échange de deux CG-4A fabriqués par Pratt-Read que la United States Navy utilisait pour des expérimentations. Les planeurs LNE-1 reçurent ensuite la désignation de TG-32 par l'USAAF. L'USAAF n'utilisa pas les planeurs et ils restèrent en stockage jusqu'à la fin de la guerre, puis furent finalement revendus sur le marché civil,.
Après la guerre, trois planeurs Pratt-Read furent utilisés en collaboration par quatre agences fédérales pour étudier le vol en conditions météorologiques sévères. Cette étude en collaboration fut appelée « Thunderstorm Project » (« Projet Tempête », en français). Dans les années 1950, le planeur fut également utilisé dans une étude sur le vol et des conditions météorologiques à haute altitude, désignée « Sierra Wave Project ». En 1952, un TG-32 établit un nouveau record du monde d'altitude pour un planeur biplace, avec une altitude de vol culminant à 13 489 m, un record qui demeura invaincu pendant 54 ans. Le gain d'altitude de 10 493 m de ce record ne fut battu que récemment par le projet Perlan.

## Versions
- PR-G1 : Désignation de la compagnie. Un prototype construit avec la désignation militaire navale « XLNE-1 »[5] ;
- LNE-1 : Désignation de l'United States Navy. Il y eut 75 exemplaires produits, en y incluant le XLNE-1[5] ;
- TG-32 : Désignation de l'United States Army Air Forces (USAAF) pour 73 planeurs transférés depuis la United States Navy[3]. Deux exemplaires, les #31506 and #31507 furent gardés par la Marine pour des essais ultérieurs.

## Utilisateurs
- États-Unis :
  - United States Army Air Forces ;
  - United States Navy.

## Exemplaires exposés
Plusieurs planeurs TG-32 et LNE-1 sont exposés au public dans des musées aux États-Unis.

## Caractéristiques
Données de Quest Masters, Museum of Flight.
Caractéristiques générales
- Équipage : 2 membres
- Longueur : 8 m
- Envergure : 16,61 m
- Hauteur : 1,8 m
- Surface alaire : 21 m2
- Masse à vide : 265 kg
- Masse maximale au décollage : 454 kg

 Performances 
- Vitesse maximale : 159 km/h

### Articles
- (en) « Transport Gliders : The Rise and Demise of a Weapon: Part Four », Air Enthusiast, Bromley, Royaume-Uni, vol. 2, no 6,‎ juin 1972, p. 318–322.
- « Un rare planeur militaire américain de 1943 vole désormais aux Pays-Bas », Le Fana de l'Aviation, no 483,‎ février 2010, p. 11.